# Đảo Malpelo
Malpelo là một hòn đảo nhỏ ở phía Đông Thái Bình Dương, cách lục địa Colombia khoảng 500 km (310 dặm) về phía Tây. Ngoại trừ một đồn quân sự nhỏ của Lực lượng Quân đội Colombia quản lý, còn lại hòn đảo là vùng đất không có người ở. Nó bao gồm một khối đá cằn cỗi với ba đỉnh núi, cao nhất là Cerro de la Mona với chiều cao 300 mét (980 ft). Hòn đảo có chiều dài từ đông bắc đến tây nam là khoảng một dặm, và rộng khoảng 700 mét.
Hòn đảo nhô lên trên bề mặt từ Rặng núi Malpelo, là một sống núi đơn độc giữa đại dương kéo dài theo hướng đông bắc-tây nam với chiều dài 300 km (190 dặm) và có chiều rộng 100 km (62 dặm). Hòn đảo này được bao quanh bởi một số đảo đá nhỏ ngoài khơi. Góc phía đông bắc của hòn đảo là đảo đá Tres Mosqueteros, tây nam là các đảo đá Salomon, Saul, La Gringa và Escuba. Hầu hết các mặt của đảo chính là rất dốc, còn vùng biển xung quanh là những khu vực nước sâu, dòng chảy siết. Như một hòn đảo đơn độc giữa đại dương, nó không bao giờ được kết nối với bất kỳ hòn đảo nào khác hay đất liền.
Đảo Malpelo bao gồm dung nham gối Miocen, trầm tích núi lửa breccias, và con đê đá bazan 16-17.000.000 tuổi. Hòn đảo này hình thành trong thế Miocen bởi một sự tương tác rất phức tạp giữa các mảng Cocos - Nazca và điểm nóng Galápagos.

## Động thực vật
Thoạt nhìn, hòn đảo này có vẻ là một khối đá cằn cỗi, không có bất kỳ thảm thực vật nào. Nhưng phân chim đã giúp cho các loài tảo, địa y, rêu, một số cây bụi và dương xỉ phát triển, tất cả nguồn dinh dưỡng cần thiết đều từ phân chim. Hòn đảo chính là một khu bảo tồn hoang dã, bảo vệ các loài thực vật và động vật một cách tuyệt đối, trong một khu vực vòng tròn bán kính 9.656 km (6,000 dặm). Ngày 12 tháng 7 năm 2006, Malpelo được tuyên bố bởi UNESCO như là một Di sản thế giới. Một tổ chức bảo vệ của Colombia  đang cố gắng để bảo tồn tính đa dạng sinh học của hòn đảo.
Mapelo là nhà của khoảng 500 con cá mập đầu búa và hàng trăm con Carcharhinus falciformis khiến nó trở thành một địa điểm lặn quan sát cá mập phổ biến. Một số loài quý hiếm khác gồm có Cá nhám hổ cát răng nhỏ, Acanthemblemaria stephensi hay loài chim điên Nazca.

## Hình ảnh

Bản đồ đảo Malpelo
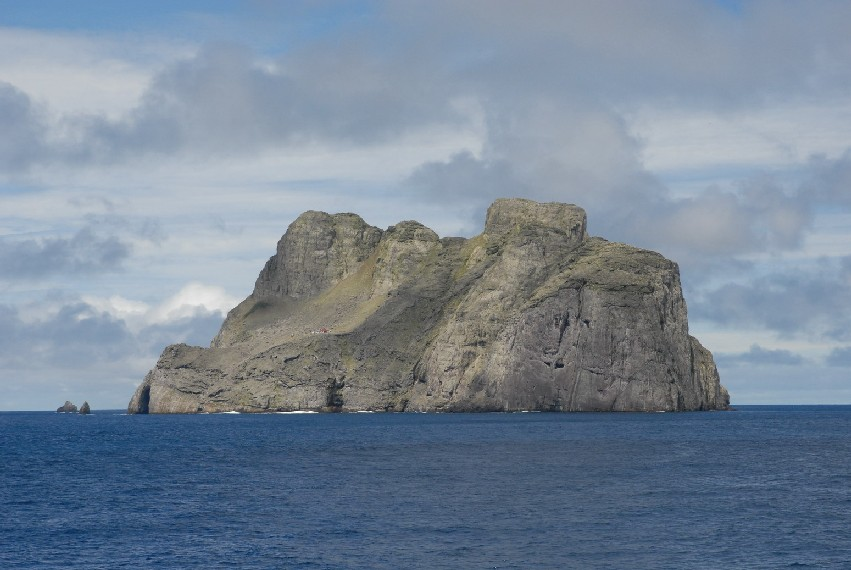
Đảo Malpelo
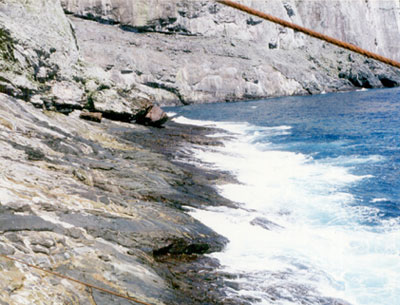
Bờ biển và vách đá
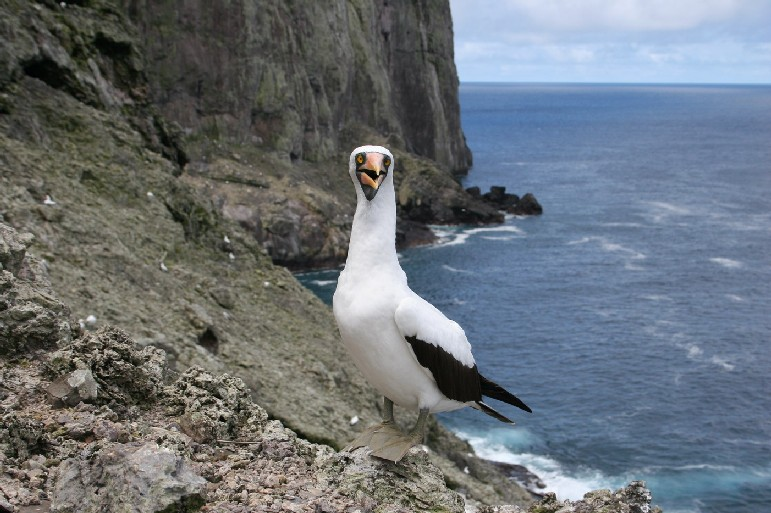
Chim điên Nazca (Sula granti)